# 格利登 (愛荷華州)
格利登（英語：Glidden）是一個位於美國愛荷華州卡洛爾縣的城市。

## 地理
格利登的座標為42°03′30″N 94°43′42″W / 42.05833°N 94.72833°W，而該地的平均海拔高度為377米（即1237英尺）。

## 人口
根據2010年美國人口普查的數據，格利登的面積為2.87平方千米，當中陸地面積為2.87平方千米，而水域面積為0.00平方千米。當地共有人口1146人，而人口密度為每平方千米399人。